# Migdolus exul
Migdolus exul är en skalbaggsart som först beskrevs av Auguste Lameere 1915.  Migdolus exul ingår i släktet Migdolus och familjen långhorningar. Inga underarter finns listade i Catalogue of Life.